# Helena Rzadkowska
Helena Rzadkowska (ur. 8 października 1902 w Będzinie, zm. 21 stycznia 1983 w Krakowie) – polska historyk, profesor Wyższej Szkoły Pedagogicznej w Krakowie.

## Życiorys
W latach 1921–1927 studiowała historię i literaturę polską na Uniwersytecie Jagiellońskim. Po ukończeniu studiów pracowała początkowo jako nauczyciel w gimnazjach w Słonimiu i Dąbrowie Górniczej oraz w szkole zawodowej w Będzinie. W latach 1952–1973 zatrudniona była w WSP w Krakowie. W 1952 uzyskała stanowisko zastępcy profesora w WSP, w 1957 została docentem, a w 1970 profesorem nadzwyczajnym.
Przez 6 lat sprawowała funkcję prodziekana Wydziału Filologiczno-Historycznego WSP. Działała w Polskim Towarzystwie Historycznym i Komisji Nauk Historycznych PAN - oddziału w Krakowie. Od 1945 była członkiem PPR-PZPR. Od 1961 do 1962 pełniła funkcję II sekretarza Komitetu Uczelnianego PZPR w Wyższej Szkole Pedagogicznej. W latach 1947–1955 sprawowała mandat radnej Wojewódzkiej Rady Narodowej w Krakowie. Od 1941 do śmierci w 1983 mieszkała w Krakowie. Została pochowana na cmentarzu Salwatorskim w Krakowie .

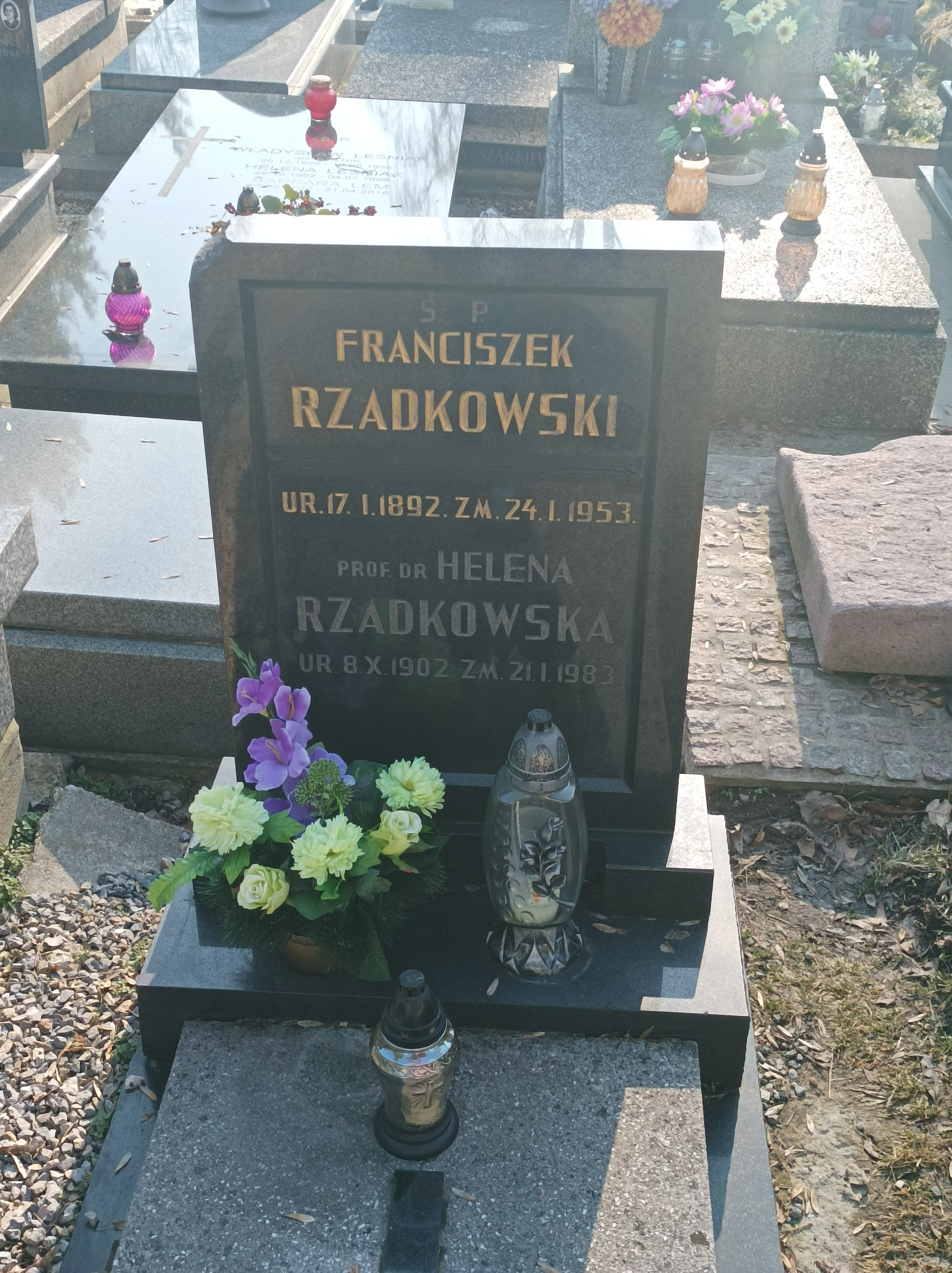
Grób prof. Heleny Rzadkowskiej na Cmentarzu Salwatorskim

## Zainteresowania naukowe
Do głównych obszarów badawczych Rzadkowskiej należały polska irredenta XIX wieku i Wielka Emigracja. Była autorką licznych publikacji nt. Powstania Styczniowego, Towarzystwa Demokratycznego Polskiego oraz obszernej biografii Mariana Langiewicza. Promowała ponad 200 prac magisterskich oraz 2 doktoratów . Była jednym z twórców programu nauczania historii Polski dla wyższych szkół pedagogicznych.

## Odznaczenia
- Krzyż Kawalerski Orderu Odrodzenia Polski
- Odznaka 1000-lecia Państwa Polskiego[4]